# 默兹河畔瑞皮耶
默兹河畔瑞皮耶（法語：Jupille-sur-Meuse，法語發音：[ʒypij syʁ møz]）是比利时列日省列日的片区。默兹河畔瑞皮耶原为一独立市镇，1977年1月1日，默兹河畔瑞皮耶与列日和邻近的7个市镇外加属于市镇乌格雷的街区斯克莱桑合并，组成了今天的列日市镇，默兹河畔瑞皮耶成为了列日的一个片区。